# Acosta (Mondkrater)
Acosta ist ein kleiner Mondkrater in den östlichen Ausläufern des Mare Fecunditatis, nördlich des auffallenden Kraters Langrenus. Westlich zeichnet sich eine Dreiergruppe von Kratern ab, die von den Kratern Atwood, Bilharz und Naonobu gebildet wird. In einiger Entfernung im Norden liegt der Krater Webb.
Acosta ist kreisrund und schüsselförmig und zeigt einen kleinen Kraterboden im Mittelpunkt der abfallenden Innenwände. Der Krater wurde als Langrenus C bezeichnet, ehe er 1976 von der IAU seinen jetzigen Namen erhielt.

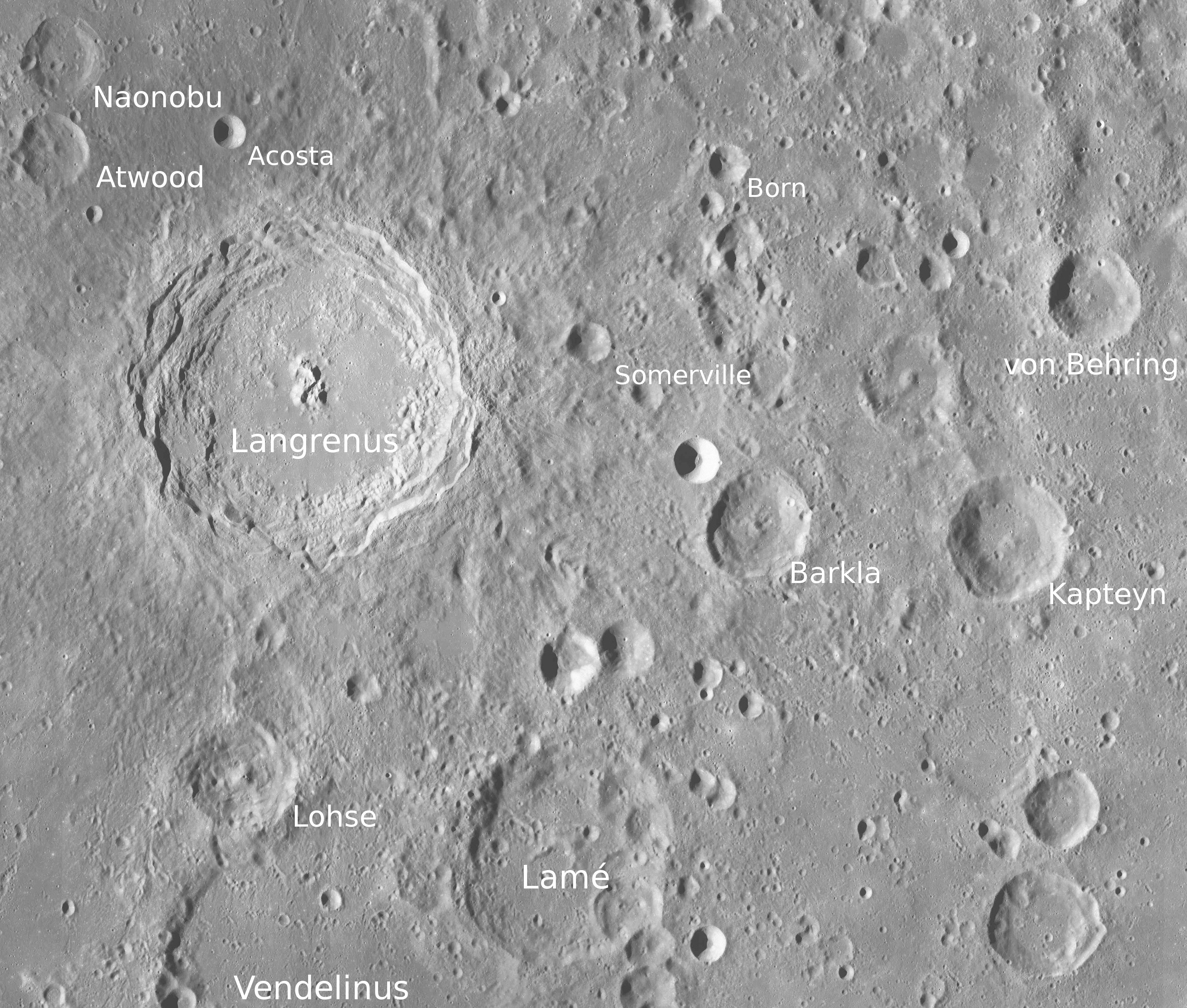
Umgebung von Acosta (LROC-WAC)